# Зозуля, Алексей Владимирович
Алексей Владимирович Зозуля (укр. Олексій Володимирович Зозуля; род. 15 апреля 1992, Киев) — украинский футболист, защитник клуба ЮКСА.

## Клубная карьера
В детско-юношеской футбольной лиге Украины выступал за киевское «Динамо» (2005—2009).
Начал профессиональную карьеру в стане запорожского «Металлурга». Первоначально, футболист выступал в стане второй команды «металлургов», где дебютный матч во Второй лиге Украины провёл 19 марта 2010 года против «Ильичёвца-2» (3:0). За основную команду запорожского клуба Зозуля так и не сыграл, получая игровую практику в течение двух лет в дубле и фарм-клубе. В середине сезона 2011/12 перешёл в стан «Полтавы», где играл на протяжении четырёх лет и стал капитаном команды.
В январе 2016 года подписал контракт с ужгородской «Говерлой», однако уже спустя три месяца присоединился к ровенскому «Вересу». Летом 2017 года стал игроком в «Колоса» из Ковалёвки. По итогам сезона 2018/19 команда получила право выступать Премьер-лиге Украины. Дебют Зозули в высшем дивизионе украинского футбола состоялся 30 июля 2019 года в матче против «Мариуполя» (2:1). В январе 2021 года футболист продлил соглашение с «Колосом» на полтора года. Летом 2021 года на правах годичной аренды перешёл во «Львов».

## Карьера в сборной
В 2013 году в составе студенческой сборной Украины выступал на Универсиаде в Казани. В 2014 году провёл два матча за молодёжную сборную Украины до 21 года.

## Достижения
«Верес»
- Серебряный призёр Второй лиге Украины: 2015/16

«Колос»
- Серебряный призёр Первой лиге Украины: 2018/19